# Fumaria normanii
Fumaria normanii är en vallmoväxtart som beskrevs av Herbert William Pugsley. Fumaria normanii ingår i släktet jordrökar, och familjen vallmoväxter. Inga underarter finns listade i Catalogue of Life.